# Grabels
Grabels – miejscowość i gmina we Francji, w regionie Oksytania, w departamencie Hérault.
Według danych na rok 1990 gminę zamieszkiwało 3130 osób, a gęstość zaludnienia wynosiła 193 osoby/km² (wśród 1545 gmin Langwedocji-Roussillon Grabels plasuje się na 123. miejscu pod względem liczby ludności, natomiast pod względem powierzchni na miejscu 493.).